# Generazione 1000 euro
Generazione 1000 euro è un film del 2009 diretto da Massimo Venier e tratto dal romanzo omonimo di Antonio Incorvaia e Alessandro Rimassa, con protagonisti Alessandro Tiberi, Valentina Lodovini, Carolina Crescentini, Francesco Mandelli e Paolo Villaggio.

## Trama
Matteo è un matematico con un curriculum ricco, tra cui un dottorato ed un master in calcolo scientifico e che desidera una posizione nel dipartimento dove ha studiato. Nell'infinita attesa dell'agognato concorso, senza alcun aiuto del suo mentore universitario che lo continua a sfruttare,  è costretto ad un degradante lavoro nel reparto marketing di una insulsa azienda del settore, inoltre divide l'appartamento col suo migliore amico Francesco, superficiale e infantile, ma di buon cuore, appassionato di cinema e videogiochi. La vita dei due giovani viene sconvolta dall'arrivo di Angelica, avvenente nuova direttrice dell'azienda di Matteo, e della nuova coinquilina Beatrice, un'insegnante precaria, agli antipodi di Angelica come carattere e moralità. In breve tempo, una serie di eventi si abbatte su Matteo: viene lasciato dalla fidanzata Valentina, una dottoressa fredda ed assente; sfrattato e a rischio licenziamento, viene obbligato a prendere delle decisioni drastiche pur di garantirsi la sua sopravvivenza a scapito di tutti i sacrifici fatti negli studi, ma che permetteranno di proseguire la relazione intrapresa.

## Colonna sonora
Per accompagnare i trailer promozionali del film, è stato utilizzato il brano Feeling Better cantato da Malika Ayane, la quale ha poi firmato anche l'intera colonna sonora del film.

## Distribuzione
Il film è stato distribuito nelle sale cinematografiche italiane il 24 aprile 2009, e in Germania il 19 luglio 2012.
Secondo il sito Mymovies.it "Il film ha ottenuto 1 candidatura ai Nastri d'Argento e in Italia, al Box Office, ha incassato nelle prime 6 settimane di programmazione 1,3 milioni di euro, di cui 534 mila euro nel primo weekend."